# Erodium pelargoniiflorum
Erodium pelargoniiflorum är en näveväxtart som beskrevs av Pierre Edmond Boissier och Heldr.. Erodium pelargoniiflorum ingår i släktet skatnävor, och familjen näveväxter. Inga underarter finns listade i Catalogue of Life.